# 楊厝港體育場
楊厝港體育場（英語：Yio Chu Kang Stadium）是一個位於新加坡宏茂橋的多用途運動場，靠近杨厝港地铁站，能容納2,000名觀眾，此外球場亦可作為欖球場地。